# Júlia Kavalenka
Júlia Kavalenka (wym. [ˌʒu.li.ɐ kɐ.vɐ.ˈlɛn.kɐ], ur. 2 marca 1999 roku w Porto) – portugalska siatkarka, pochodzenia białoruskiego, grająca na pozycji atakującej, reprezentantka kraju we wszystkich kategoriach wiekowych. Od sezonu 2019/2020 występuje we francuskiej drużynie Terville Florange Olympique Club.
Kavalenka ma za sobą występy w młodzieżowych reprezentacjach swojego kraju w każdej kategorii wiekowej. Jest jedną z najbardziej utalentowanych portugalskich siatkarek, pierwsze powołanie do seniorskiej kadry narodowej otrzymała w wieku 17 lat.
W sezonie reprezentacyjnym 2017 roku występowała w europejskim turnieju kwalifikacyjnym do mistrzostw świata 2018 (Portugalia nie zdobyła awansu), a także w Lidze Europejskiej kobiet, w której Portugalki zajęły siódme miejsce.